# Doganaj
Doganaj (serbisch Догановић Doganović) ist ein Dorf im Nordwesten der Gemeinde Kaçanik im Kosovo. Die Regionalstraße R-115, Nationalstraße M-25 und Autostrada R 6 befinden sich in unmittelbarer Nähe. 

## Bevölkerung
Bei der 2011 durchgeführten Volkszählung wurde eine Einwohnerzahl von 957 ermittelt; hiervon gaben 956 – d. h. alle bis auf eine Person – an, Albaner zu sein.
| Volkszählung | 1948 | 1953 | 1961 | 1971 | 1981 | 1991 | 2011 |
| ------------ | ---- | ---- | ---- | ---- | ---- | ---- | ---- |
| Einwohner    | 333  | 362  | 632  | 825  | 1082 | 1231 | 957  |